# 田吉
田吉（たよし）とは、宮崎県宮崎市内の地名。正式には宮崎県宮崎市大字田吉の表記となる。赤江地域自治区（一部本郷地域自治区）に属している。郵便番号は880-0911。

## 地理

### 隣接地区
宮崎市の赤江地域自治区に属す。田吉地区は、大きく宮崎空港により南北に分断されている。また、西部に赤江地域センターが属する飛地（以下「西部飛地」という。）が存在し、大淀川の中に丸島が存在する。よって田吉地区は、宮崎空港によって分断された北部地区（以下「北部地区」という。）、宮崎空港によって分断された南部地区（以下「南部地区」という。）、及び西部飛地の３地区から構成される。なお、宮崎空港は、赤江地区に属している。

北部地区については、北端に大淀川が流れ、日向灘が東端に位置し、南端は赤江地区及び本郷南方地区に接し、西端は恒久地区と接する。南部地区については、北端及び西端は赤江地区に接し、東端は日向灘が位置し、南端は郡司分地区及び本郷南方地区と接している。西部飛地については、北東南端を恒久地区に囲まれ、西端を月見ケ丘地区に囲まれている。

### 経度及び緯度

#### 南部地区
北端：北緯31度53秒49分。東端：東経131度27分31秒。南端：北緯31度52分31秒。西端：東経131度25分39秒。

## 世帯数と人口
2022年（令和4年）2月1日現在の世帯数と人口は以下の通りである。
| 町丁     | 世帯数    | 人口    |
| -------- | --------- | ------- |
| 大字田吉 | 1,423世帯 | 2,728人 |

## 小・中学校の学区
市立小・中学校に通う場合、学区は以下の通りとなる。
| 番地 | 小学校               | 中学校                                   |
| ---- | -------------------- | ---------------------------------------- |
| 一部 | 宮崎市立赤江小学校   | 宮崎市立赤江東中学校・宮崎市立赤江中学校 |
| 一部 | 宮崎市立宮崎南小学校 | 宮崎市立赤江東中学校・宮崎市立赤江中学校 |
| 一部 | 宮崎市立国富小学校   | 宮崎市立本郷中学校                       |
| 一部 | 宮崎市立本郷小学校   | 宮崎市立本郷中学校                       |

## 交通

### 鉄道

#### 路線
JR日南線が南北に走り、町内の田吉駅からJR宮崎空港線が分岐する。

### バス
宮交グループの運営するバスが営業している。

### 道路
- 宮崎県道337号城ヶ崎清武線
- 宮崎県道374号古城赤江線

## 施設

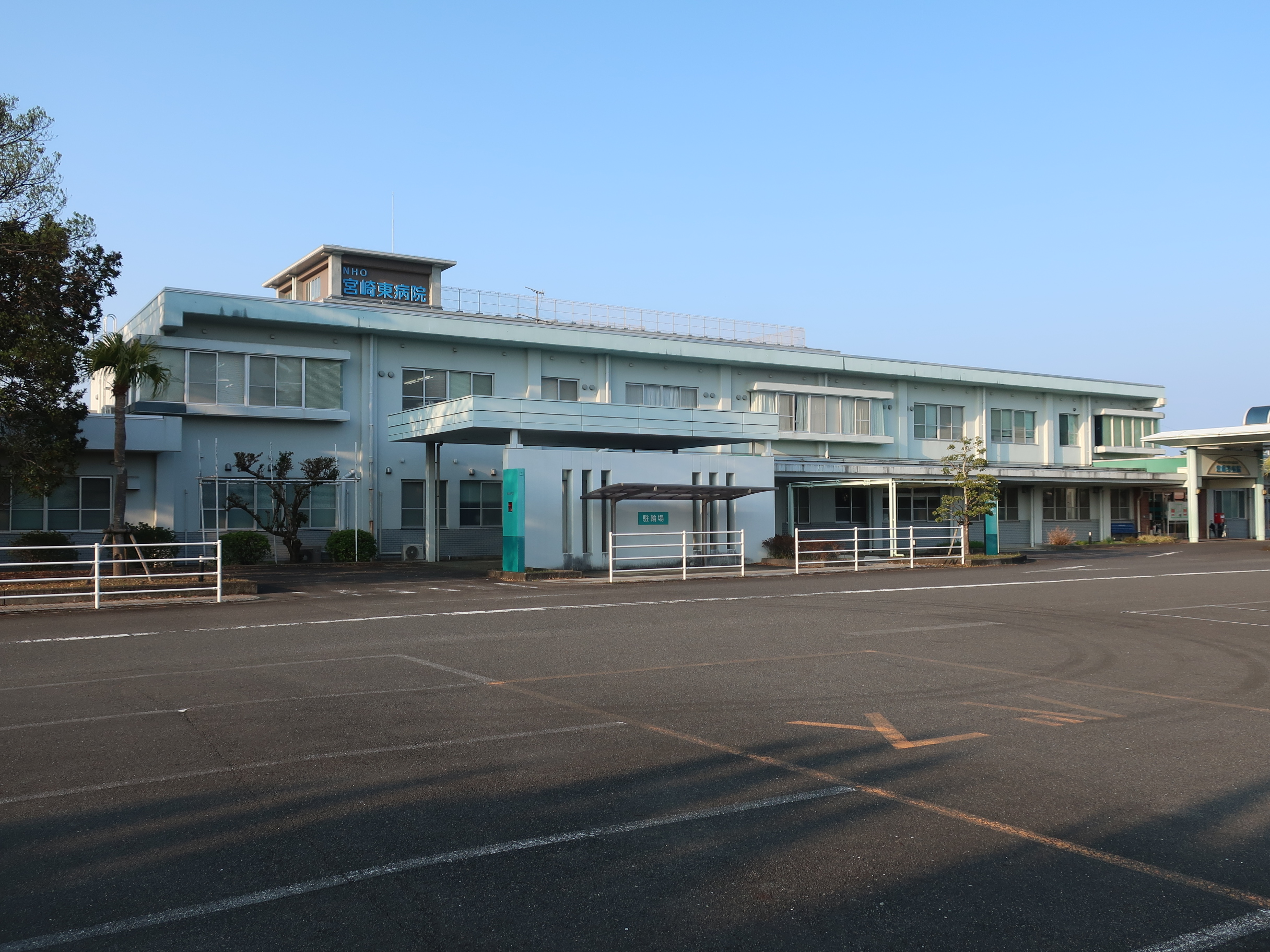
宮崎東病院

北部
- 宮崎市立赤江東中学校
- 田吉簡易郵便局
- 田吉駅

西部
- 赤江地域センター

南部
- 宮崎県立赤江まつばら支援学校
- 宮崎東病院
- 宮崎カントリークラブ
- 宮崎パブリックゴルフ